# Нижньоулу-Єлга
Нижньоулу́-Єлга́ (рос. Нижнеулу-Елга, башк. Түбәнге Олойылға) — село у складі Єрмекеєвського району Башкортостану, Росія. Адміністративний центр Нижньоулу-Єлгинської сільської ради.
Населення — 335 осіб (2010; 322 в 2002).
Національний склад:
- чуваші — 87 %